# École des hautes études commerciales
L'École des hautes études commerciales du nord (EDHEC), fondata a Lilla nel 1906, è una business school francese. L'EDHEC propone i propri programmi principalmente nell'ambito del management e della finanza nei suoi campus di Lilla, Nizza, Parigi, Londra e Singapore. La scuola offre bachelor in business administration, master in management, master specializzati, master MBA e dottorati. 
L'EDHEC fa parte dell'1% delle business school mondiali ad aver ottenuto triplo accreditamento AACSB, EQUIS e AMBA. 
Nel 2017 è stata classificata prima business school in finanza al mondo secondo il Financial Times ed è costantemente classificata come una delle migliori business school d'Europa.

## Storia
- Nel 1906 l'école des Hautes Études Industrielles (HEI) di Lilla integra una facoltà legata al commercio e diventa HEIC: école des Hautes Études Industrielles et Commerciales
- Nel 1921 la facoltà des Hautes Études Commerciales du Nord (HEC Nord) viene collegata a la Faculté Libre de Droit
- Nel 1946 il numero effettivo di studenti raggiunge un totale di 156
- Nel 1951 l'HEC Nord diventa EDHEC (École Des Hautes Études Commerciales du Nord)
- Nel 1956 la scuola si sposta nella nuova sede " l'hôtel EDHEC " situata in boulevard Vauban 67
- Dal 1971 la scuola viene riconosciuta dallo Stato
- Dagli inizi del 1980 viene superata la barriera dei 1000 iscritti al concorso
- Dal 1982 al 1985 la scuola si dota di un centro informatico
- Nel 1988 l'EDHEC lancia l'ESPEME (École Supérieure de Management de l'Entreprise, Bac +4) a Lille
- Nel 1991 la scuola apre un nuovo campus a Nizza
- Nel 1999 l'EDHEC ottiene il prestigioso accreditamento EQUIS e lancia il sito Edhec.com. La scuola apre la propria delegazione di Londra e lancia il primo "Master of Science" di Francia
- Dal 2005 la totalità della formazione ha luogo in inglese
- Nel 2006 viene creato il campus di Parigi
- Nell'ottobre 2010 il campus di Lille inaugura i suoi nuovi locali a Roubaix e Croix, su una superficie di 43 000 m2
- Nel 2011 la scuola apre le porte dei nuovi campus di Singapore e Londra (si tratta dei campus "Executive")
- Nel 2012 l'EDHEC inaugura il nuovo campus Executive di Parigi

## Ricerca
L'EDHEC conta 4 poli di ricerca con un budget di circa 10 milioni di euro. 
- Il polo di finanza, "EDHEC-Risk Institute[2]", creato nel 2001. Il 26 gennaio 2015 la società EFT annuncia la quotazione sulla borsa di New York di due fondi riportanti degli indici Scientific Beta progettati a Nizza dall'EDHEC-Risk Institute
- Il polo di analisi finanziaria e contabilità "EDHEC Financial Analysis and Accounting Research Centre", creato nel 2006
- Il polo economico, da febbraio 2006
- Il polo di diritto "LegalEdhec"